# Mogło być nic (singel)
Mogło być nic – singel polskiej grupy muzycznej Kwiat Jabłoni, promujący album studyjny o tym samym tytule. Singel został wydany 6 listopada 2020.
Piosenka została napisana i skomponowana przez Jacka Sienkiewicza, a za jej produkcję odpowiadał Wojciech Urbański.
Singel ukazał się jako digital download i w mediach strumieniowych 6 listopada 2020 za pośrednictwem wytwórni płytowej Agora.
Teledysk do utworu wyreżyserowała Katarzyna Sienkiewicz.
16 sierpnia 2022 utwór został zaprezentowany telewidzom stacji TVN podczas koncertu Przeboje po horyzont na Top of the Top Sopot Festival 2022.

## Certyfikaty i sprzedaż
| Data                 | Certyfikat ZPAV | Sprzedaż |
| -------------------- | --------------- | -------- |
| 24 lutego 2021       | złota płyta     | 10 000+  |
| 19 października 2022 | platynowa płyta | 50 000+  |